# Lean on Pete
Lean on Pete ist ein britisches Filmdrama von Andrew Haigh, das am 1. September 2017 im Rahmen der Filmfestspiele in Venedig seine Premiere feierte. Am 6. April 2018 startete Haighs Regiearbeit in den USA und kam am 4. Mai 2018 die Kinos im Vereinigten Königreich. Der Film basiert auf dem gleichnamigen Roman von Willy Vlautin.

## Handlung
Der 15-jährige Charley Thompson lebt mit seinem Vater in Oregon im Pazifischen Nordwesten der USA. Charleys Mutter hat sie verlassen, als er noch klein war, und aus Ray ist ein alleinerziehender Vater und mürrischer Mensch geworden, der den ganzen Tag Bier trinkt. Auch wenn er seinen Sohn liebt, kann er ihm weder Geld noch wirkliche Zuwendung geben, denn er schafft es kaum für sich selbst Verantwortung zu übernehmen oder einen Job zu behalten. Dies war auch der Grund, warum sie kürzlich aus Spokane nach Portland gezogen waren und nun ein Haus bewohnen, das eher einer Müllhalde gleicht. Auch mit seiner Schwester Margy hat Ray den Kontakt abgebrochen.
Beim Erkunden der Nachbarschaft kommt Charley eines Morgens an der Rennstrecke Portland Meadows vorbei, die nur ein paar Blocks von seinem neuen Zuhause liegt. Er hat nie zuvor auf einem Pferd gesessen und ist von den imposanten Tieren völlig fasziniert. Der Pferdetrainer Del Montgomery wird dabei auf den Jungen aufmerksam und bietet ihm an, dass er ihm für ein paar Dollar bei der Arbeit helfen kann. Gemeinsam bereiten sie die Pferde auf Rennen vor, die meist von Dels Lieblingsjockey Bonny geritten werden, der sich dabei schon eine Reihe von Verletzungen zugezogen hat und darüber zynisch geworden ist.

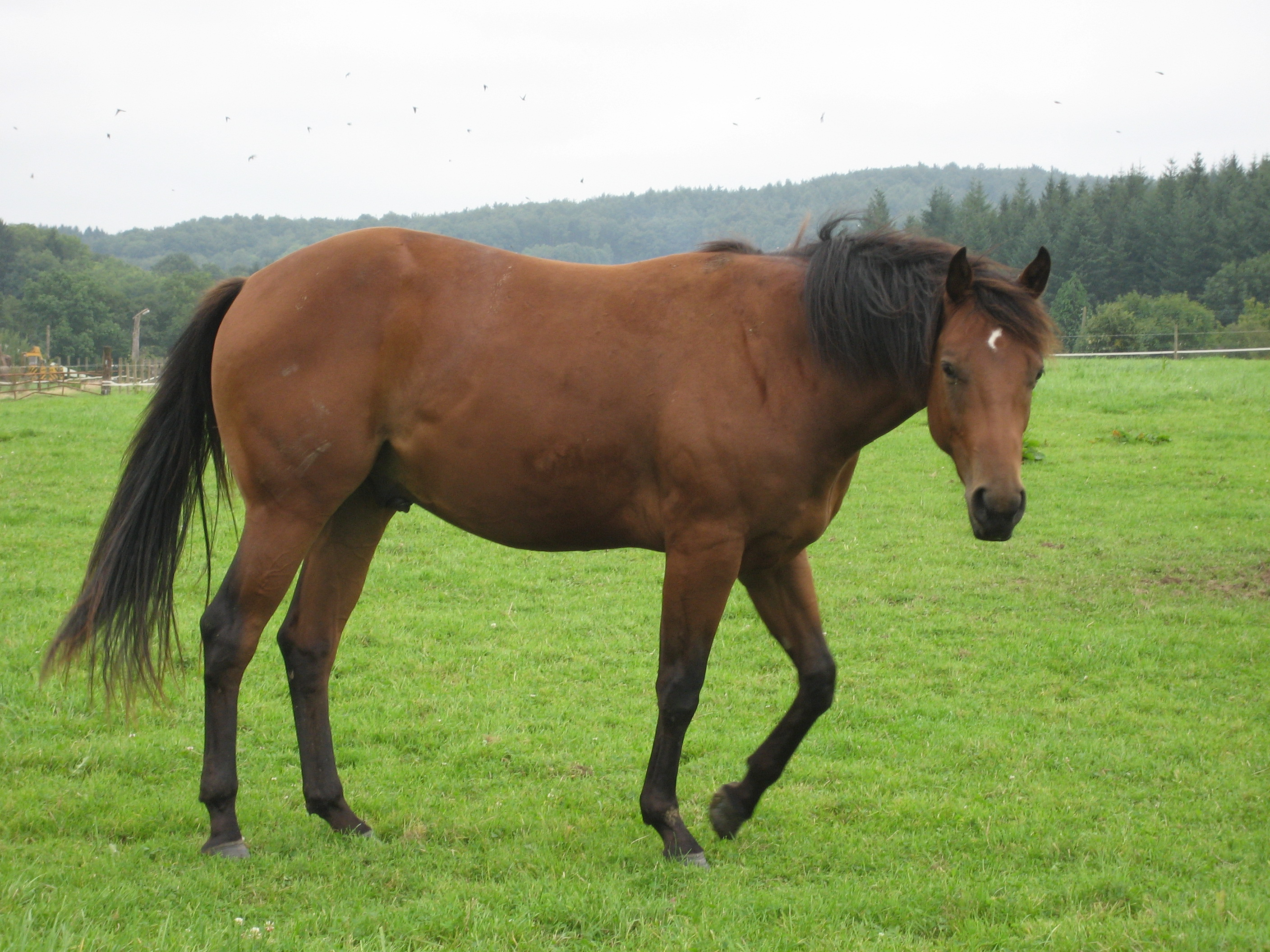
Lean on Pete ist ein American Quarter Horse

Von einem der Pferde ist Charley von Beginn an besonders gefesselt, das den Namen Lean on Pete trägt. Das fünfjährige Tier ist ein ganz gewöhnliches American Quarter Horse, und eigentlich nichts Besonderes. Während sich sein Vater überhaupt nicht mehr um ihn kümmert und er auch sonst mit Menschen nur wenig anfangen kann, wächst Charleys Zuneigung für dieses Pferd von Tag zu Tag.
Del hat einen Ruf seine Pferde bis aufs Blut zu schinden und sie an einen mexikanischen Schlachthof zu verkaufen, sobald sie ihm keine Gewinne mehr bringen. Als er auch Lean on Pete verkaufen will, stiehlt Charley eines Nachts das Tier und bricht mit ihm in Richtung Kanada auf. Er will sich auf die Suche nach seiner Tante Margy machen, die er seit Jahren nicht gesehen hat. Sie soll in Wyoming leben und ist die einzige liebevolle und mütterlichen Figur, an die er sich in seinem Leben erinnern kann. Wie Wanderarbeiter ziehen Charley und Lean on Pete durch die Lande. Der Junge reitet hierbei nicht auf dem Rücken seines vierbeinigen Freundes, sondern läuft die ganze Zeit neben ihm her und erzählt ihm seine Lebensgeschichte. Mittellos streifen sie durch wüstes Land von einer Stadt zur nächsten. Hierbei treffen sie auf gute Menschen wie Silver, der Obdachlosen Essen gibt, aber auch auf ein Paar, das ihm nur scheinbar völlig uneigennützig seine Gastfreundschaft anbietet.

## Produktion

### Romanvorlage und Stab
Der Film basiert auf dem Roman Lean on Pete von Willy Vlautin aus dem Jahr 2010, der von Kritikern in den USA vielfach gelobt wurde, darunter auch von der Schriftstellerkollegin Cheryl Strayed, deren Bestsellermemoiren Wild ebenfalls verfilmt und in Oregon gedreht wurden. Die Regie übernahm Andrew Haigh, der auch Vlautins Roman für den Film adaptierte. Haigh sagte bei einem Besuch des Zurich Film Festivals, eine Herausforderung sei gewesen, wie bei Romanadaptionen üblich, die Geschichte zu raffen und auf Dinge zu verzichten, was nicht immer leicht falle: „Der Film hat nun zwei Teile: die Zeit, die Charlie auf der Pferderennbahn verbringt, und die Zeit seiner Reise mit dem Pferd.“ Ihm sei es wichtig gewesen, so Haigh weiter, dass es nicht ein Film über einen Jungen und sein Pferd wird, sondern ein Film über einen Jungen.

### Besetzung und Dreharbeiten

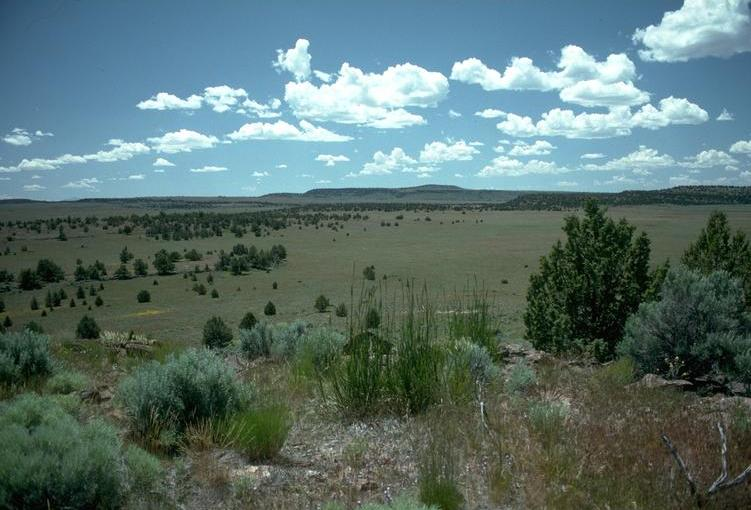
Die Hochwüste Oregons bei Frenchglen, Harney County

Charlie Plummer spielt in der Hauptrolle den Teenager Charley Thompson, der sich im Film auf die Suche nach seiner Tante begibt. Travis Fimmel übernahm die Rolle von Ray, und Chloë Sevigny spielt Bonnie. Thomas Mann ist in der Rolle von Lonnie zu sehen, und Steve Buscemi spielt den Pferdebesitzer Del, den Charley Thompson im Film kennenlernt. Rachael Perrell Fosket ist in der Rolle von Martha zu sehen, Frank Gallegos spielt Santiago, und Justin Rain übernahm die Rolle von Mike.
Die deutsche Synchronisation entstand nach einem Dialogbuch und der Dialogregie von Susanna Bonasewicz im Auftrag der FFS Film- & Fernseh-Synchron GmbH, Berlin.
Die Dreharbeiten fanden in der nur wenige tausend Einwohner zählenden Siedlung Burns, auf der Pferderennbahn in Portland Meadows, auf einer Ranch in Molalla, in Hines und im Harney County im US-Bundesstaat Oregon statt. Über weite Strecken sind im Film Aufnahmen der weiten Landschaften der dortigen Hochwüste zu sehen. Haigh erklärte, sie hätten sehr gute Tiertrainer gehabt, und am schwierigsten sei eher der technische Aspekt gewesen. Da man die Pferde beispielsweise nur auf einer Seite am Zügel nehmen konnte, sei dies manchmal nicht die Seite gewesen, die er filmen wollte. Als Kameramann fungierte Magnus Nordenhof Jønck.

### Filmmusik und Veröffentlichung
Die Filmmusik wurde von James Edward Barker komponiert. Der britische Filmkomponist hatte schon zuvor mit dem Regisseur zusammengearbeitet und ihm Demos zukommen lassen, als dieser bereits mit dem Filmschnitt beschäftigt war. Zur Untermalung der Szenen, in denen Stadtansichten gezeigt werden, nutzte Barker eher kalte Klänge, für die Szenen mit dem Rennpferd wärmere Vibraphone und weiche Gitarrenklänge. Baker wurde für seine Arbeit im Rahmen des Heartland Film Festivals und des Festival de cinéma européen des Arcs ausgezeichnet. Am 27. April 2018 veröffentlichte Varese Sarabande den Soundtrack, der insgesamt 11 Musikstücke umfasst, als Download.
Der Film feierte am 1. September 2017 im Rahmen der Filmfestspiele in Venedig seine Premiere, wo er im Hauptwettbewerb gezeigt wurde. Ebenfalls im September 2017 wurde der Film im Rahmen des Toronto International Film Festivals bei den Special Presentations gezeigt. Ende September und Anfang Oktober 2017 wurde der Film im Rahmen des Zurich Film Festivals und im Dezember 2017 beim Festival de cinéma européen des Arcs im offiziellen Wettbewerb gezeigt. Ab 9. März 2018 wurde der Film beim South by Southwest Film Festival vorgestellt. A24 vertreibt den Film in den USA und brachte ihn dort am 6. April 2018 in ausgewählte Kinos. Am 4. Mai 2018 kam der Film in die Kinos im Vereinigten Königreich. Im Juni 2018 wurde der Film beim Sydney Film Festival gezeigt. Im August 2018 ist eine Vorstellung beim Melbourne International Film Festival geplant.

## Rezeption

### Kritiken
Der Film konnte bislang 91 Prozent der Kritiker bei Rotten Tomatoes überzeugen und erhielt hierbei eine durchschnittliche Bewertung von 7,9 der möglichen 10 Punkte. Immer wieder wurde die schauspielerische Leistung des Nachwuchsdarstellers Charlie Plummer hervorgehoben, besonders weil die inneren Monologe, die er in der Rolle von Charley führt, in der Romanvorlage nur gedacht werden, er diese im Film aber sprachlich und nach außen gewandt darstellen muss. So meint David Sexton vom London Evening Standard, der 18-Jährige, der einen 15-Jährigen spielt, habe vom Aussehen her etwas von einem jugendlichen Christopher Walken und beweise in seiner Rolle eine große Präsenz.
Auch David Rooney von The Hollywood Reporter meint, das eigentliche Herz des Films sei der von Plummer dargestellte Charley, der über die schönsten Strecken des Films hinweg einseitige Gespräche mit seinem Pferd führt, in denen er Details aus seinem Leben preisgibt und von seiner Sehnsucht nach einer vollständigen Familie erzählt. Rooney vergleicht die Geschichte, die in Lean on Pete erzählt wird, mit Kelly Reichardts fast unerträglich scharfsinnigem Film Wendy and Lucy, erkennt aber auch Anlehnungen an andere unverwechselbare Filme, die Reisen durch Oregon zum Gegenstand haben, wie beispielsweise Gus Van Sants My Private Idaho.
David Ehrlich von IndieWire erklärt, je weiter die Geschichte vorangehe, desto unvergesslicher werde sie. Der Regisseur vergesse jedoch nicht das Zitat von John Steinbeck, das der Autor Willy Vlautin als einen Epigraphen für seinen Roman verwendet hatte: „Es ist wahr, dass wir schwach und krank und hässlich und streitsüchtig sind, aber wenn das alles ist, was wir sind, wären wir vor Jahrtausenden schon von der Erde verschwunden.“ Ehrlich besänftigt allerdings auch, der Film sei nicht so hart, wie es klingt.
In einer Kritik von Radio 3fach heißt es, dem Regisseur sei besonders gelungen, die feinfühlige Person von Charlie in einem Umfeld zu zeigen, das recht grob und brutal ist.

### Auszeichnungen (Auswahl)
British Independent Film Awards 2018
- Nominierung für die Beste Regie (Andrew Haigh)
- Nominierung als Bester Schauspieler (Charlie Plummer)
- Nominierung als Bester Nebendarsteller (Steve Buscemi)[19]

Festival de cinéma européen des Arcs 2017
- Auszeichnung als Bester Schauspieler (Charlie Plummer)
- Auszeichnung für die Beste Kamera (Magnus Nordenhof Jønck)
- Auszeichnung für die Beste Filmmusik (James Edward Barker)
- Auszeichnung als Bester Spielfilm mit dem Crystal Arrow (Andrew Haigh)[20]

Internationale Filmfestspiele von Venedig 2017
- Nominierung für den Goldenen Löwen (Andrew Haigh)
- Auszeichnung mit dem Marcello-Mastroianni-Preis (Charlie Plummer)[21]

London Film Festival 2017
- Nominierung als Bester Film im offiziellen Wettbewerb (Andrew Haigh)

National Board of Review Awards 2018
- Aufnahme in die Top 10 Independent Films[22]